# Прімера Дивізіон (Мексика)
Пріме́ра Дивізіо́н (ісп. Primera División) — найвища ліга чемпіонату Мексики з футболу, в якій виявляється чемпіон країни та учасники міжнародних клубних змагань. З 1902 по 1943 роки титул чемпіона Мексики розігрували аматорські клуби.

## 1943— 1970
В 1943 була створена професіональна Ліга Майор (ісп. Liga Mayor). До неї ввійшли п'ять клубів аматорської ліги Мехіко (ісп. Primera Fuerza): «Америка», «Астуріас», «Атланте», «Депортіво Марте» і «Реал Еспанья»; дві команди з західної ліги Халіско (ісп. Liga Occidental of Jalisco): «Атлас», «Гвадалахара»; та три - з ліги Веракруса (ісп. Liga Veracruzana): АДО (Орісаба), «Веракрус» і «Монтесума». В 1950 була створена друга, за значенням, ліга - ліга де Ассенсо. Ліга Майор була перейменована в Прімера Дивізіон.
| Сезон   | Чемпіон                       | Віце-чемпіон                  |
| ------- | ----------------------------- | ----------------------------- |
| 1943/44 | «Астуріас» (Мехіко)           | «Реал Еспанья» (Мехіко)       |
| 1944/45 | «Реал Еспанья» (Мехіко)       | «Пуебла»                      |
| 1945/46 | «Веракрус»                    | «Атланте» (Мехіко)            |
| 1946/47 | «Атланте» (Мехіко)            | «Леон»                        |
| 1947/48 | «Леон»                        | «Депортіво Оро» (Гвадалахара) |
| 1948/49 | «Леон»                        | «Атлас» (Гвадалахара)         |
| 1949/50 | «Веракрус»                    | «Атланте» (Мехіко)            |
| 1950/51 | «Атлас» (Гвадалахара)         | «Атланте» (Мехіко)            |
| 1951/52 | «Леон»                        | «Гвадалахара»                 |
| 1952/53 | «Тампіко»                     | «Сакатепек»                   |
| 1953/54 | «Депортіво Марте»             | «Депортіво Оро» (Гвадалахара) |
| 1954/55 | «Сакатепек»                   | «Гвадалахара»                 |
| 1955/56 | «Леон»                        | «Депортіво Оро» (Гвадалахара) |
| 1956/57 | «Гвадалахара»                 | «Толука»                      |
| 1957/58 | «Сакатепек»                   | «Толука»                      |
| 1958/59 | «Гвадалахара»                 | «Леон»                        |
| 1959/60 | «Гвадалахара»                 | «Америка» (Мехіко)            |
| 1960/61 | «Гвадалахара»                 | «Депортіво Оро» (Гвадалахара) |
| 1961/62 | «Гвадалахара»                 | «Америка» (Мехіко)            |
| 1962/63 | «Депортіво Оро» (Гвадалахара) | «Гвадалахара»                 |
| 1963/64 | «Гвадалахара»                 | «Америка» (Мехіко)            |
| 1964/65 | «Гвадалахара»                 | «Депортіво Оро» (Гвадалахара) |
| 1965/66 | «Америка» (Мехіко)            | «Атлас» (Гвадалахара)         |
| 1966/67 | «Толука»                      | «Америка» (Мехіко)            |
| 1967/68 | «Толука»                      | УНАМ «Пумас» (Мехіко)         |
| 1968/69 | «Крус Асуль» (Мехіко)         | «Гвадалахара»                 |
| 1969/70 | «Гвадалахара»                 | «Крус Асуль» (Мехіко)         |
| 1970 М  | «Крус Асуль» (Мехіко)         | «Гвадалахара»                 |

## 1970— 1996
Для виявлення найкращої команди країни було створено кубковий турнір Лігілья (ісп. Liguilla), тобто - чемпіон виявляється в стадії плей-офф. Переможець ліги не має ніякого офіційного титулу.
| Сезон   | Чемпіон                   | Віце-чемпіон                   |
| ------- | ------------------------- | ------------------------------ |
| 1970/71 | «Америка» (Мехіко)        | «Толука»                       |
| 1971/72 | «Крус Асуль» (Мехіко)     | «Америка» (Мехіко)             |
| 1972/73 | «Крус Асуль» (Мехіко)     | «Леон»                         |
| 1973/74 | «Крус Асуль» (Мехіко)     | «Атлетіко Еспаньйол» (Мехіко)  |
| 1974/75 | «Толука»                  | «Леон»                         |
| 1975/76 | «Америка» (Мехіко)        | «Універсідад» (Гвадалахара)    |
| 1976/77 | УНАМ «Пумас» (Мехіко)     | «Універсідад» (Гвадалахара)    |
| 1977/78 | УАНЛ «Тигрес» (Монтеррей) | УНАМ «Пумас» (Мехіко)          |
| 1978/79 | «Крус Асуль» (Мехіко)     | УНАМ «Пумас» (Мехіко)          |
| 1979/80 | «Крус Асуль» (Мехіко)     | УАНЛ «Тигрес» (Монтеррей)      |
| 1980/81 | УНАМ «Пумас» (Мехіко)     | «Крус Асуль» (Мехіко)          |
| 1981/82 | УАНЛ «Тигрес» (Монтеррей) | «Атланте» (Мехіко)             |
| 1982/83 | «Пуебла»                  | «Гвадалахара»                  |
| 1983/84 | «Америка» (Мехіко)        | «Гвадалахара»                  |
| 1984/85 | «Америка» (Мехіко)        | УНАМ «Пумас» (Мехіко)          |
| 1985 П  | «Америка» (Мехіко)        | «Тампіко Мадеро»               |
| 1986 М  | «Монтеррей»               | «Тампіко Мадеро»               |
| 1986/87 | «Гвадалахара»             | «Крус Асуль» (Мехіко)          |
| 1987/88 | «Америка» (Мехіко)        | УНАМ «Пумас» (Мехіко)          |
| 1988/89 | «Америка» (Мехіко)        | «Крус Асуль» (Мехіко)          |
| 1989/90 | «Пуебла»                  | «Універсідад» (Гвадалахара)    |
| 1990/91 | УНАМ «Пумас» (Мехіко)     | «Америка» (Мехіко)             |
| 1991/92 | «Леон»                    | «Пуебла»                       |
| 1992/93 | «Атланте» (Мехіко)        | «Монтеррей»                    |
| 1993/94 | УАГ (Гвадалахара)         | «Сантос Лагуна» (Торреон)      |
| 1994/95 | «Некакса» (Мехіко)        | «Крус Асуль» (Мехіко)          |
| 1995/96 | «Некакса» (Мехіко)        | «Атлетіко» (Селая, Гуанахуато) |

## З сезону 1996/97
В один сезон проводяться два чемпіонати в одне коло, чемпіони виявляються в турнірі Лігілья. Сезон проходить за схемою «осінь-весна». Спочатку перший чемпіонат називався зимовим, а другий - літнім. З 2002 року - чемпіонати Апертури і Клаусури.
| Апертура | Апертура                  | Апертура                  | Клаусура | Клаусура                  | Клаусура                       |
| Сезон    | Чемпіон                   | Віце-чемпіон              | Сезон    | Чемпіон                   | Віце-чемпіон                   |
| -------- | ------------------------- | ------------------------- | -------- | ------------------------- | ------------------------------ |
| 1996 З   | «Сантос Лагуна» (Торреон) | «Некакса» (Мехіко)        | 1997 Л   | «Гвадалахара»             | «Торос Неса» (Несауалькойотль) |
| 1997 З   | «Крус Асуль» (Мехіко)     | «Леон»                    | 1998 Л   | «Толука»                  | «Некакса» (Мехіко)             |
| 1998 З   | «Некакса» (Мехіко)        | «Гвадалахара»             | 1999 Л   | «Толука»                  | «Атлас» (Гвадалахара)          |
| 1999 З   | «Пачука»                  | «Крус Асуль» (Мехіко)     | 2000 Л   | «Толука»                  | «Сантос Лагуна» (Торреон)      |
| 2000 З   | «Монаркас» (Морелія)      | «Толука»                  | 2001 Л   | «Сантос Лагуна» (Торреон) | «Пачука»                       |
| 2001 З   | «Пачука»                  | УАНЛ «Тигрес» (Монтеррей) | 2002 Л   | «Америка» (Мехіко)        | «Некакса» (Мехіко)             |
| 2002 А   | «Толука»                  | «Монаркас» (Морелія)      | 2003 К   | «Монтеррей»               | «Монаркас» (Морелія)           |
| 2003 А   | «Пачука»                  | УАНЛ «Тигрес» (Монтеррей) | 2004 К   | УНАМ «Пумас» (Мехіко)     | «Гвадалахара»                  |
| 2004 А   | УНАМ «Пумас» (Мехіко)     | «Монтеррей»               | 2005 К   | «Америка» (Мехіко)        | УАГ (Гвадалахара)              |
| 2005 А   | «Толука»                  | «Монтеррей»               | 2006 К   | «Пачука»                  | «Сан-Луїс» (Сан-Луїс-Потосі)   |
| 2006 А   | «Гвадалахара»             | «Толука»                  | 2007 К   | «Пачука»                  | «Америка» (Мехіко)             |
| 2007 А   | «Атланте» (Канкун)        | УНАМ «Пумас» (Мехіко)     | 2008 К   | «Сантос Лагуна» (Торреон) | «Крус Асуль» (Мехіко)          |
| 2008 А   | «Толука»                  | «Крус Асуль» (Мехіко)     | 2009 К   | УНАМ «Пумас» (Мехіко)     | «Пачука»                       |
| 2009 А   | «Монтеррей»               | «Крус Асуль» (Мехіко)     | 2010 Б   | «Толука»                  | «Сантос Лагуна» (Торреон)      |
| 2010 А   | «Монтеррей»               | «Сантос Лагуна» (Торреон) | 2011 К   | УНАМ «Пумас» (Мехіко)     | «Монаркас» (Морелія)           |
| 2011 А   | УАНЛ «Тигрес» (Монтеррей) | «Сантос Лагуна» (Торреон) | 2012 К   | «Сантос Лагуна» (Торреон) | «Монтеррей»                    |
| 2012 А   | «Тіхуана»                 | «Толука»                  | 2013 К   | «Америка» (Мехіко)        | «Крус Асуль» (Мехіко)          |
| 2013 А   | «Леон»                    | «Америка» (Мехіко)        | 2014 К   | «Леон»                    | «Пачука»                       |
| 2014 А   | «Америка» (Мехіко)        | УАНЛ Тигрес               | 2015 К   | «Сантос Лагуна»           | «Керетаро»                     |
| 2015 А   | УАНЛ Тигрес               | УНАМ «Пумас» (Мехіко)     | 2016 К   | «Пачука»                  | «Монтеррей»                    |
| 2016 А   | УАНЛ Тигрес               | «Америка» (Мехіко)        | 2017 К   | «Гвадалахара»             | УАНЛ Тигрес                    |
| 2017 А   | УАНЛ Тигрес               | «Монтеррей»               | 2018 К   | «Сантос Лагуна»           | «Толука»                       |
| 2018 А   | «Америка» (Мехіко)        | «Крус Асуль» (Мехіко)     | 2019 К   | УАНЛ Тигрес               | «Леон»                         |
| 2019 А   | «Монтеррей»               | «Америка» (Мехіко)        | 2020 К   | скасовано через COVID-19  | скасовано через COVID-19       |
| 2020     | «Леон»                    | УНАМ «Пумас» (Мехіко)     |          |                           |                                |
| 2021     | «Крус Асуль» (Мехіко)     | «Сантос Лагуна»           |          |                           |                                |
| 2021 А   | «Атлас» (Гвадалахара)     | «Леон»                    | 2022 К   | «Атлас» (Гвадалахара)     | «Пачука»                       |
| 2022 А   | «Пачука»                  | «Толука»                  | 2023 К   | УАНЛ Тигрес               | «Гвадалахара»                  |
| 2023 А   | «Америка» (Мехіко)        | УАНЛ Тигрес               | 2024 К   | «Америка» (Мехіко)        | «Крус Асуль» (Мехіко)          |
| 2024 А   | «Америка» (Мехіко)        | «Монтеррей»               | 2025 К   |                           |                                |

## Досягнення клубів
| Титули | Клуб              | Місто                   | Переможні сезони                                                            |
| ------ | ----------------- | ----------------------- | --------------------------------------------------------------------------- |
| 12     | «Америка»         | Мехіко                  | 1966, 1971, 1976, 1984, 1985, 1985П, 1988, 1989, 2002Л, 2005К, 2013К, 2014А |
| 11     | «Гвадалахара»     | Гвадалахара             | 1957, 1959, 1960, 1961, 1962, 1964, 1965, 1970, 1987, 1997Л, 2006А          |
| 10     | «Толука»          | Толука, Мехіко          | 1967, 1968, 1975, 1998Л, 1999Л, 2000Л, 2002А, 2005А, 2008А, 2010Б           |
| 8      | «Крус Асуль»      | Мехіко                  | 1969, 1970М, 1972, 1973, 1974, 1979, 1980, 1997З                            |
| 7      | УНАМ «Пумас»      | Мехіко                  | 1977, 1981, 1991, 2004К, 2004А, 2009К, 2011К                                |
| 7      | «Леон»            | Леон                    | 1948, 1949, 1952, 1956, 1992, 2013А, 2014К                                  |
| 5      | «Пачука»          | Пачука, Ідальго         | 1999 З, 2001 З, 2003А, 2006К, 2007К                                         |
| 5      | «Сантос Лагуна»   | Торреон, Коауїла        | 1996 З, 2001Л, 2008К, 2012К, 2015К                                          |
| 4      | «Монтеррей»       | Монтеррей               | 1986М, 2003К, 2009А, 2010А                                                  |
| 3      | «Некакса»         | Мехіко / Аґуаскальєнтес | 1995, 1996, 1998З                                                           |
| 3      | «Атланте»         | Мехіко / Канкун         | 1947, 1993, 2007А                                                           |
| 3      | УАНЛ «Тигрес»     | Монтеррей               | 1978, 1982, 2011А                                                           |
| 2      | «Веракрус»        | Веракрус, Веракрус      | 1946, 1950                                                                  |
| 2      | «Сакатепек»       | Сакатепек, Морелос      | 1955, 1958                                                                  |
| 2      | «Пуебла»          | Пуебла                  | 1983, 1990                                                                  |
| 1      | «Астуріас»        | Мехіко                  | 1944                                                                        |
| 1      | «Реал Еспанья»    | Мехіко                  | 1945                                                                        |
| 1      | «Атлас»           | Гвадалахара             | 1951                                                                        |
| 1      | «Тампіко»         | Тампіко, Тамауліпас     | 1953                                                                        |
| 1      | «Депортіво Марте» | Куернавака, Морелос     | 1954                                                                        |
| 1      | «Депортіво Оро»   | Гвадалахара             | 1963                                                                        |
| 1      | УАГ               | Гвадалахара             | 1994                                                                        |
| 1      | «Монаркас»        | Морелія                 | 2000З                                                                       |
| 1      | «Тіхуана»         | Тіхуана                 | 20012А                                                                      |